# Ахметович, Мерсудин
Ме́рсудин Ахме́тович (босн. Mersudin Ahmetović; 19 февраля 1985, Тузла, СФРЮ) — боснийский футболист, нападающий «Сараево».

## Карьера
Начал профессиональную карьеру в боснийском клубе «Слобода» из города Тузла, за который он выступал с 2003 года по 2008 год. Летом 2008 года перешёл в «Ростов». В сезоне 2008 вместе с командой стал победителем Первого дивизиона России и вышел в Премьер-лигу. 14 декабря 2010 года перешёл в «Волгу» из Нижнего Новгорода, клуба вышедшего в Премьер-лигу России. Первую половину сезона 2012/13 провёл в «Волге», но в составе ему закрепится не удалось и он получил статус свободного агента. В январе 2013 года прибыл на просмотр в пермский «Амкар», а затем в белгородский «Салют», с которым и подписал контракт. 2014 год провёл в казахстанском клубе «Жетысу». В феврале 2015 года вернулся на родину и подписал контракт с боснийском клубом «Слобода» из города Тузла, откуда и уезжал в Европу.

## Достижения
- Победитель Первого дивизиона России: 2008